# Wunderburg
Wunderburg is een plaats in de Duitse gemeente Bamberg, deelstaat Beieren.